# Tarján Zsófia
Tarján Zsófia Rebeka (Budapest, 1986. július 26. –) magyar énekesnő, grafikus, Hernádi Judit színésznő, énekesnő lánya.

## Életpályája
Édesapja: Tarján Pál operaénekes. Édesanyja: Hernádi Judit Jászai Mari-díjas színésznő, érdemes művész.
2011-ben Czutor Anettet felváltva a Honeybeast frontembere lett. Korábban a Cenobite metálzenekar (2006–2008) és a Balkán Fanatik tagja volt.
2010-ben a Thália Színház Egy színésznő lánya című darabjában Nórit alakította, együtt játszott az édesanyjával.
2015-ben a Viasat 6 Sztár Gokart című műsorában szerepelt.

## Könyvek
- Hernádi Judit – Tarján Zsófia: Ne maradjon kettőnk között, Open Books, Budapest (2021)